# Super Troopers 2
Super Troopers 2 es una película estadounidense de comedia dirigida por Jay Chandrasekhar. Es secuela de la película Super Troopers de 2001, la película fue escrita por el equipo de comedia Broken Lizard, compuesto por Chandrasekhar, Kevin Heffernan, Steve Lemme, Paul Soter y Erik Stolhanske. La trama sigue a los Super Troopers que son llamados a establecer una nueva estación de Patrulla de Carreteras cuando surge una disputa fronteriza internacional entre los Estados Unidos y Canadá. 
La película tuvo un período de desarrollo problemático, ya que los estudios se mostraron escépticos de que una secuela, producida más de una década después de la original, encontraría una audiencia. Después de que una exitosa campaña de micromecenazgo produjera $2 millones en 24 horas (y $ 4.7 millones en general), se dio luz verde a la película y el rodaje comenzó en el Centro de Massachusetts el 23 de octubre de 2015. La película fue estrenada en Estados Unidos el 20 de abril de 2018 por Fox Searchlight Pictures. 

## Reparto
Policías del estado
- Jay Chandrasekhar como el soldado principal Arcot "Thorny" Ramathorn, un veterano de la policía del estado de Vermont que es el segundo al mando de su cuartel.[2]
- Paul Soter como el soldado Carl Foster, posiblemente el soldado más tranquilo y reservado del departamento.[2]
- Steve Lemme como Trooper MacIntyre "Mac" Womack, el Trooper que más disfruta de las bromas.[2]
- Erik Stolhanske como el soldado Robbie "Rabbit" Roto, un oficial de estado novato.[2]
- Kevin Heffernan como Trooper Rodney "Rod" Farva, un operador de radio gordo, ruidoso, de mal genio, odioso y arrogante, y patrullero ocasional.[2]
- Brian Cox como el capitán John O'Hagen, el comandante de Cantankerous de sus cuarteles de Vermont State Trooper.[2]

Otros
- Rob Lowe como Guy "The Halifax Explosion " Le Franc, un exjugador de hockey de Montreal Canadiens y actual alcalde de una ciudad fronteriza canadiense en Quebec
- Emmanuelle Chriqui como Genevieve Aubois/Andrea Spooner, un agregado cultural francés/canadiense centrado en las relaciones con los EE. UU., que luego se revela como agente encubierto de la Policía Provincial de Ontario.
- Tyler Labine como el Sargento Christophe Bellefuille, un Mountie canadiense patrióticamente jingoísta.
- Will Sasso como el Sargento Mayor Roger Archambault, un desagradable Mountie canadiense.
- Hayes MacArthur como el Sargento Mayor Henri Podien, un canadiense Mountie posiblemente tranquilo y reservado.
- Damon Wayans Jr. como el soldado Wagner.
- Seann William Scott como Trooper Callaghan.
- Lynda Carter como el Gobernador de Vermont Jessman.
- Marisa Coughlan como Ursula Hansen, la novia de Foster, un despachador convertido en jefe de la policía de Spurbury.[2]
- Paul Walter Hauser como Lonnie Laloush, un desagradable gerente de oficina.
- Jim Gaffigan como Larry Johnson, un peatón de la primera película.
- Fred Savage como una versión ficticia de sí mismo.
- Jimmy Tatro como Lance Stonebreaker, un peatón.
- Clifton Collins Jr. como conductor de autobús.
- Bruce McCulloch como el oficial de fronteras Charles Lloyd.

## Producción

### Crowdsourcing
Inicialmente, tal como se reveló en la Comic-Con de San Diego de 2006, la continuación de Super Troopers sería una precuela que se llevaría a cabo en la década de 1970 y que seguiría a los padres de los personajes principales de la película original. Jay Chandrasekhar dijo más tarde a Rotten Tomatoes: "La broma es que lo haremos en Super Troopers '76, ambientado durante el Bicentenario". "Tendremos un poco de pelo peludo y bigotes... Podríamos hacerlo, no lo sé. Esa película tiene un lugar especial en el corazón de muchas personas, así que todo lo que podemos hacer es arruinarlo".
Sin embargo, en una entrevista en enero de 2009 con MovieWeb, Paul Soter y Jay Chandrasekhar revelaron que la película sería una secuela. Chandrasekhar dijo: "Retomamos la historia esencialmente justo donde nos quedamos. Tal vez unos tres meses después. Todos estamos trabajando encubiertos para la industria de la madera. Lo que ha sucedido es que hay todos estos eco-terroristas que están tratando de hacer explotar los aserraderos. Y estamos allí trabajando como seguridad". Soter agregó a eso: "El panorama general es que estamos en la frontera con Canadá. Y en realidad, lo que sucedió es que el gobierno ha encontrado lugares donde los marcadores estaban apagados o equivocados. Y hay estas áreas de tierra que se pensaba que eran Canadá, pero en realidad son parte de los Estados Unidos. Estamos alistados para patrullar esta área que siempre se pensó que era el suelo canadiense. Pero no, en realidad es Estados Unidos. Estamos alistados porque tienen que enviar a alguien allí para ayudar a que sea parte del territorio de los EE. UU. ahora. Nos reclutan para ser los patrulleros de la carretera allí. Y estamos rodeados por todos estos canadienses que no están contentos con esto. Básicamente, tenemos que imponer la ley estadounidense a un grupo de canadienses que no están del todo contentos con eso". 
En noviembre de 2009, Broken Lizard reveló que habían terminado tres borradores del guion de la secuela y que los financieros independientes habían acordado financiar la película.  También revelaron que el personaje del Capitán O'Hagan era parte del guion y que el actor Brian Cox planeaba regresar al papel.
El 24 de marzo de 2015, Broken Lizard anunció que habían recibido permiso de estudio para filmar la secuela, pero que ellos mismos tenían que ubicar la financiación de la producción. Debido a este requisito, Broken Lizard inició una campaña de financiación colectiva de Indiegogo, solicitando $2 millones en contribuciones. Para la campaña, Broken Lizard se unió a Fandango para ofrecer entradas a la película como una posible recompensa de patrocinador. Broken Lizard notó que tomaron esta decisión después de darse cuenta de que muchas otras películas financiadas con fondos colectivos dejaron a los partidarios sintiéndose "estafados", ya que no ofrecieron una compensación económica para que vieran la película en un teatro.
Apenas 14 horas después de que se abriera la ventana de financiamiento, Broken Lizard Industries había recaudado más del 73% de los fondos necesarios ($1,459,446). La meta de financiamiento de $2,000,000 se alcanzó solo 26 horas después de que se abriera la ventana, pero las contribuciones siguieron agregándose en vigencia. Se ofrecieron beneficios de boletos como incentivos para obtener estos fondos, incluidos boletos para una verdadera fiesta de la cerveza en Chicago, un título de productor en los créditos ($10,000), un listado de "directores" ($12,500), un papel de actor hablante ($10,000), un viaje al estadio con los cinco actores principales ($15,000), e incluso el coche patrulla que se usaría en el rodaje de la película ($35,000) se agotaron dentro de las 12 horas posteriores a la financiación. Este proyecto también es, a partir de marzo de 2016, el número 38 en la lista de proyectos de financiación colectiva con mayor financiación y es el proyecto Indiegogo más grande completado con éxito; su campaña se completó el 24 de abril. La campaña recaudó $4.7 millones para la película, y Fox Searchlight Pictures estaba programado para estrenar la película.

### Rodaje
Además de los $4.7 millones recaudados, Chandrasekhar pudo recaudar $8 millones más en financiamiento privado y recibió un reembolso de impuestos de $2.8 millones de Massachusetts, lo que elevó el presupuesto total de producción de la película a $13.5 millones. El rodaje de la película comenzó en el área de Ware, Massachusetts, el 23 de octubre de 2015. En un episodio de Funemployment Radio el 26 de mayo de 2016, Jay Chandrasekhar confirmó que se había filmado un pequeño segmento de prueba de la película. En septiembre de 2016, se anunció que Emmanuelle Chriqui, Tyler Labine, Lynda Carter, Rob Lowe, Will Sasso y Hayes MacArthur se unieron al elenco.
El 2 de agosto de 2017, Broken Lizard anunció, a través de su sitio web, que habían terminado la posproducción de la película.

## Estreno
Super Troopers 2 fue estrenada por Fox Searchlight Pictures el 20 de abril de 2018, más de 17 años después de que se estrenara la película original.

## Secuela
El director de Super Troopers 2, Jay Chandrasekhar, ha declarado que es posible una segunda secuela, y el 21 de julio de 2018, Chandraeskhar anunció el título, Super Troopers 3: Winter Soldiers, y que comenzaron a escribir el guion.